# حقل كران
حقل كران أول حقل غاز مغمور في السعودية. يقع في المياه العميقة المتوسطة للـخليج العربي، على مسافة 160 كلم من مدينة الظهران شرق السعودية. تم اكتشافه في عام 2006 بواسطة شركة الزيت العربية السعودية (أرامكو)، وهي تعمل على تطويره وتشغيله منذ ذلك الوقت. بدأ الحقل بإنتاج الغاز غير المرافق منذ عام 2011، وينقل عبر أنابيب تحت سطح مياه الخليج العربي، حتى يصل معمل الغاز في الخرسانية. تصل طاقة حقل كران الإنتاجية إلى 1.8 مليار قدم مكعبة قياسية يوميا. وقد وصل ذروته الإنتاجية في عام 2012. ويشكل إنتاج الحقل زيادة بمعدل 18% في إنتاج السعودية للغاز، التي  تمتلك سادس أكبر احتياطي غاز في العالم.

## اكتشاف الحقل
تم اكتشاف حقل كران في عام 2006، كأول حقل للغاز غير المصاحب تحت مياه الخليج العربي. وعملت أرامكو على تطويره وتشغيله لمواكبة زيادة الطلب المحلي على الغاز في السعودية.

## الموقع
يقع الحقل في مياه الخليج العربي، على مسافة 160 كلم شمال مدينة الظهران في المنطقة الشرقية من السعودية.

## مرافق الحقل
يضم الحقل 21 بئر إنتاج تتوزع على 5 منصات بحرية في المنطقة المغمورة، وتتصل المنصات البحرية بمنصة ربط رئيسية. تحتوي منصة الربط الرئيسية على مصادر الطاقة الكهربائية، ووسائل للاتصال، والمراقبة والتحكم لتنفيذ كافة أعمال التشغيل. ويرتبط الحقل بسلسلة من خطوط الأنابيب، تعمل على نقل الغاز إلى معمل الخرسانية لتتم معالجته. ويتصل من خلالها بشبكة الغاز الرئيسية في السعودية.